# Thomas Liese
Thomas Liese (* 10. August 1968 in Sangerhausen) ist ein ehemaliger deutscher Radrennfahrer und späterer Trainer. Als Radrennfahrer wurde er 1989 Bahnweltmeister. Er war von 2008 bis 2012 Bundestrainer des deutschen Frauenteams.

## Karriere als Radrennfahrer
Thomas Liese begann 1976 bei der BSG Mifa Sangerhausen mit dem Radsport. 1982 wurde er in das Leistungszentrum nach Leipzig delegiert. Er startete in seiner Zeit als Amateur für den SC DHfK Leipzig. Liese wurde mit der DDR-Auswahl 1985 Bahn-Juniorenweltmeister in der Mannschaftsverfolgung und gewann 1986 die Silbermedaille. Bei den UCI-Bahn-Weltmeisterschaften 1989 konnte er den Titel mit dem Bahnvierer der DDR im Elitebereich gewinnen. Bei den letzten DDR-Meisterschaften 1990 gewann er mit dem Vierer aus Leipzig den Titel in der Mannschaftsverfolgung.
Auf der Straße gewann Liese zahlreiche internationale Rennen darunter die Etappenrennen Olympia’s Tour, Niedersachsen-Rundfahrt, Tour de Liège, Griechenland-Rundfahrt sowie zweimal die Sachsen-Tour. Im Jahr 2001 wurde er Deutscher Meister im Einzelzeitfahren. Liese nahm für das Team Bianchi an der Tour de France 2003 als Helfer des Gesamtzweiten Jan Ullrich teil und beendete das Rennen als 136. Nach Ablauf der Saison 2005 beendete er seine Karriere als Aktiver.

## Arbeit als Trainer
2008 wurde Liese als Nachfolger von Jochen Dornbusch Trainer der deutschen Nationalmannschaft der Frauen. Im Mai 2012 wurde bekannt, dass Liese erkrankt ist und die Mannschaft nicht bei den Olympischen Spielen in London betreuen kann; für ihn sprang Ronny Lauke ein. Sein Vertrag, der bis Ende 2012 befristet war, wurde vom BDR nicht verlängert. Nachfolger wurde André Korff.

## Erfolge
| 1989 - eine Etappe und Prolog Niedersachsen-Rundfahrt - Gesamtwertung und zwei Etappen Olympia’s Tour - Bahnweltmeisterschaften – Mannschaftsverfolgung 1990 - Gesamtwertung und zwei Etappen Tour de Liège - eine Etappe Niedersachsen-Rundfahrt 1991 - eine Etappe Grande Prémio Internacional de Torres Vedras - eine Etappe Niedersachsen-Rundfahrt 1992 - eine Etappe Niedersachsen-Rundfahrt - Deutscher Amateur-Meister – Einzelzeitfahren 1993 - drei Etappen Niedersachsen-Rundfahrt 1994 - eine Etappe Bayern-Rundfahrt 1995 - eine Etappe Bayern-Rundfahrt - eine Etappe Niedersachsen-Rundfahrt 1996 - Prolog Internationale Friedensfahrt - eine Etappe Giro del Capo - Chrono Hannover (Paarzeitfahren mit Jens Lehmann) | 1997 - Deutscher Meister – Mannschaftsverfolgung - eine Etappe Internationale Friedensfahrt - eine Etappe Niedersachsen-Rundfahrt 1998 - Rund um die Hainleite - eine Etappe Internationale Friedensfahrt - Gesamtwertung, drei Etappen und Bergwertung Griechenland-Rundfahrt - eine Etappe Thüringen-Rundfahrt - Gesamtwertung und eine Etappe Sachsen-Rundfahrt 2000 - Gesamtwertung Sachsen-Rundfahrt - eine Etappe Hessen-Rundfahrt 2001 - eine Etappe Normandie-Rundfahrt - eine Etappe Settimana Ciclistica Lombarda - eine Etappe Internationale Friedensfahrt - Deutscher Meister – Einzelzeitfahren 2002 - eine Etappe GP de Beauce 2003 - eine Etappe Bayern-Rundfahrt |

## Teams
- 1999–2002 Team Nürnberger
- 2003–2003 Team Coast
- 2004–2005 Winfix-Arnolds Sicherheit / Akud Arnolds Sicherheit